# أوروس كوفاتشيفيتش
أوروس كوفاتشيفيتش (مواليد 6 مايو 1993) هو لاعب كرة طائرة صربي.